# 原和之
原 和之（はら かずゆき、1967年 - ）は、日本の思想史学者、東京大学大学院総合文化研究科教授。専門はフランスの精神分析を中心としたヨーロッパ思想史、精神分析学。

## 人物
島根県出雲市出身。島根県立出雲高等学校卒。1989年東京大学教養学部教養学科フランス分科卒、1992年同大学院総合文化研究科地域文化研究専攻修士課程修了、1991-1993年フランス政府給費留学生として留学、1991-1992年パリ高等師範学校、1992年パリ第一大学修士課程修了（哲学）、1993年パリ第四大学ＤＥＡ課程修了（哲学）、2000年パリ第四大学にて博士号を取得（哲学史）。
電気通信大学専任講師、助教授を経て、2004年東京大学大学院総合文化研究科地域文化研究専攻助教授、2007年より准教授（学校教育法改正による職名変更）。2018年教授。

## 著書
- 『ラカン：哲学空間のエクソダス』 講談社、2002年
- Amour et savoir : études lacaniennes, Collection UTCP, 2011年

### 共編著
- （分担執筆）原和之，表面のメメント---ラカンによる『侍女たち』，仲山昌樹編，『叢書アレテイア２　美のポリティクス』，御茶の水書房，2003年，pp. 169-210.
- （分担執筆）原和之，「抵抗」するフランス---精神分析の言語論的展開への道，石井洋二郎・工藤庸子編，『フランスとその<外部>』，東京大学出版会，2004年，pp. 51-70.
- （分担執筆）原和之，ラカンのクロノ＝トポ＝ロジー，塚本昌則・鈴木雅雄編，『〈前衛〉とは何か？〈後衛〉とは何か？　文学史の虚構と近代性の時間』，平凡社，2010年，pp. 325-350.
- (book chapter) Kazuyuki HARA, Le postulat du désir : moment existentiel de la subjectivité lacanienne, Monique David-Ménard(ed.), Psychanalyse et philosophie : des liaisons dangereuses?, Paris, CampagnePremière, 2010, pp. 81-95.
- (book chapter) Kazuyuki HARA, "Máquina de Lacan(Lacan Machine)" ou A Audição do Significante, in Richard Theisen Simanke(ed.), Filosofia da Psicanálise. Autoros, Diálogos, Problemas, São Carlos, EduFSCar, 2010, pp. 55-70.
- (book chapter) Kazuyuki HARA, "D’un préalable à toute transformation possible de la subjectivité", in Coelen, Marcus, Nioche, Claire et Santos, Beatrix(éd.), Jouissance et souffrance, Paris, CampagnePremière, 2013, pp. 119-139.
- （分担執筆）原和之，救済の二つの時間：三島を用いてラカンを，井上隆史・久保田裕子・田尻芳樹・福田大輔・山中剛史編，『混沌と抗戦：三島由紀夫と日本、そして世界』，水声社，2016年11月，pp. 331-345.

### 翻訳
- ミシェル・フーコー『主体の解釈学』，廣瀬浩司・原和之訳，筑摩書房，2004年
- ジャック・ラカン『無意識の形成物（上）』，佐々木孝次・原和之・川崎惣一訳，岩波書店，2005年
- ジャック・ラカン『無意識の形成物（下）』，佐々木孝次・原和之・川崎惣一訳，岩波書店，2006年
- ジャン・ウリ『精神医学と制度精神療法』，廣瀬浩司・原和之訳，春秋社，2016年

## 論文
- 「原和之研究室ホームページ」より「研究業績一覧」